# Try for the Sun: The Journey of Donovan
Try for the Sun: The Journey of Donovan er det andet bokssæt af den skotske singer-songwriter Donovan.
Det består af sange som kunstneren har udgivet i hele sin karriere fra 1964 og fremefter.

## Spor
Alle numre er skrevet af Donovan Leitch, medmindre andet er angivet.

### Disc 1
1. "Catch the Wind" – 2:17
2. "Josie" – 3:27
3. "Codine" (Buffy Sainte-Marie) – 4:47
4. "Colours" – 2:45
5. "Universal Soldier" (Buffy Sainte-Marie) – 2:12
6. "Sunny Goodge Street" – 2:55
7. "Hey Gyp (Dig the Slowness)" – 3:10
8. "Sunshine Superman" – 4:33
9. "The Trip" – 4:34
10. "Legend of a Girl-Child Linda" – 6:53
11. "Three King Fishers" – 3:17
12. "Season of the Witch" – 4:56
13. "Guinevere" – 3:41
14. "The Fat Angel" – 4:12
15. "Mellow Yellow" – 3:43
16. "Sand and Foam" – 3:17
17. "Young Girl Blues" – 3:46
18. "Museum" – 2:56
19. "Hampstead Incident" – 4:42
20. "Sunny South Kensington" – 3:49

### Disc 2
1. "Epistle to Dippy" – 3:10
2. "Preachin' Love" – 2:39
3. "There is a Mountain" – 2:35
4. "Wear Your Love Like Heaven" – 2:25
5. "Oh Gosh" – 1:48
6. "Isle of Islay" – 2:22
7. "Epistle to Derroll" [live] – 5:43
8. "To Try for the Sun" [live] – 3:20
9. "Someone's Singing" [live] – 3:55
10. "The Tinker and the Crab" [live] – 3:06
11. "Jennifer Juniper" – 2:42
12. "Poor Cow" – 2:57
13. "Hurdy Gurdy Man" – 3:20
14. "Get Thy Bearings" – 2:53
15. "Laléna" – 2:56
16. "Barabajagal (Love Is Hot)" – 3:24
17. "Lord of the Reedy River" – 3:04
18. "Moon in Capricorn" – 2:03
19. "To Susan on the West Coast Waiting" – 3:13
20. "Atlantis" – 5:08

### Disc 3
1. "Celia of the Seals" – 3:00
2. "The Song of the Wandering Aengus" – 3:55
3. "The Ferryman's Daughter" – 1:49
4. "She Moved Through the Fair" – 2:52
5. "The Traveling People" – 1:50
6. "Riki Tiki Tavi" – 2:55
7. "Clara Clairvoyant" – 2:52
8. "Young But Growing" [live] (traditionel; arrangeret af Donovan Leitch) – 4:33
9. "Keep on Truckin'" [live] (traditionel; arrangeret af Donovan Leitch) – 2:53
10. "Stealin'" [live] – 4:09
11. "I Like You" – 5:17
12. "Maria Magenta" – 2:12
13. "A Working Man" [live] – 3:09
14. "Tinker Tune" [live] – 2:50
15. "Sailing Homeward" – 2:57
16. "Your Broken Heart" – 3:33
17. "Dark-Eyed Blue Jean Angel" – 3:52
18. "Please Don't Bend" – 4:12
19. "Love Floats" – 4:20
20. "Happiness Runs" – 3:43

### DVD
There is an Ocean film – 38:00